# Kerri Walsh
Kerri Walsh Jennings (Santa Clara, 15 de agosto de 1978) é uma jogadora de voleibol de praia norte-americana. De 2001 a 2012 fez dupla com Misty May-Treanor, com quem conquistou 3 ouros olímpicos e, juntas, são as maiores campeãs olímpicas do Vôlei de Praia nas Olimpíadas. Desde 2013 a sua parceria é com April Ross, com quem conseguiu um bronze após perder para a dupla Ágatha e Bárbara na semifinal dos Jogos Olímpicos de Verão de 2016, sendo essa sua única derrota em Olimpíadas na história.

## Carreira
Iniciou no voleibol de quadra na Archbishop Mitty High School em San Jose, na Califórnia em 1996. Continuou sua carreira na Stanford University.
Disputou cinco edições de Jogos Olímpicos: em 2000, no voleibol de quadra, e em 2004, 2008, 2012 e 2016, e nesta última perdeu para as brasileiras na semi-final do voleibol de praia. Nas três edições anteriores, ganhou a medalha de ouro.

### Ciclo 2012-2016
Quando a melhor dupla de todos os tempos terminou na Olimpíada de Londres 2012, com a aposentadoria de Misty May-Treanor, Kerri Walsh não queria dar adeus antes de lutar pelo quarto ouro e se tornar a maior vencedora da história. Encontrou a sua parceira do outro lado da rede. Medalhista de prata na capital britânica, April Ross se juntou à sua carrasca em busca do sonho de subir um degrau em 2016. Tricampeã olímpica, Walsh nunca havia perdido um jogo sequer nos Jogos Olímpicos e vinha de uma sequência de 21 vitórias até o Brasil. No caminho, por pouco não ficou de fora, devido a uma lesão no ombro direito, em julho do ano passado, mas não desistiu. Se submeteu a uma cirurgia delicada, passou pela corrida olímpica nos Estados Unidos e veio como lenda para as areias de Copacabana. Não deu para se despedir do Rio com a medalha de ouro, porém, o bronze foi muito festejado. Afinal, a vitória desta quarta-feira foi sobre a dupla brasileira que entrou como favorita, formada por Larissa e Talita.
As americanas entraram em quadra abaladas pela derrota amarga nas semifinais para Ágatha e Bárbara Seixas, atuais campeãs mundiais, e perderam o primeiro set. No entanto, se reinventaram e cresceram para vencer a segunda parcial e o tie-break. Na Arena de Vôlei de Praia, Walsh e April Ross calaram a torcida verde e amarela e selaram a vitória por 2 sets a 1, com parciais de 17/21, 21/17 e 15/9.